# 13 май
13 май е 133-тият ден в годината според григорианския календар (134-ти през високосна). Остават 232 дни до края на годината.

## Събития
- 1327 г. – Подписан е Черноменският договор между Втората българска държава и Византийската империя от Михаил Шишман и Андроник III.
- 1346 г. – Йоан VI Кантакузин става император на Византия.
- 1497 г. – Папа Александър VI отлъчва Гироламо Савонарола, доминикански свещеник и владетел на Флоренция.
- 1501 г. – Америко Веспучи започва своето плаване на запад, в което установява, че Христофор Колумб е открил новия континент Америка.
- 1572 г. – Григорий XIII става папа.
- 1647 г. – 106 години след основаването си Сантяго (Чили) е почти изцяло разрушен от земетресение.
- 1787 г. – Единадесет кораба със затворници напускат Портсмът, Англия, за да основат каторжническа колония в Австралия.
- 1808 г. – Основана е Академията за изобразителни изкуства в Мюнхен.
- 1830 г. – Еквадор се отделя окончателно от Велика Колумбия.
- 1846 г. – Мексиканско-американска война: САЩ обявява война на Мексико.
- 1848 г. – За първи път е изпълнен Химна на Финландия.
- 1857 г. – Сформиран е департамента на южноамериканската държава Колумбия Сантандер.
- 1880 г. – В Ню Джърси Томас Едисън тества за първи път своята електрическа жп линия.
- 1888 г. – В Бразилия с подписването на т. нар. „Златен закон“ е отменено робството. Чества се като Ден на мулата (Dia do Mulato).
- 1899 г. – Основан е бразилският футболен отбор от град Салвадор, щат Баия Витория Баия.
- 1905 г. – Основан е бразилският футболен клуб от Ресифе, Пернамбуко Спорт Клуб до Ресифе.
- 1909 г. – За първи път е проведена колоездачната Обиколка на Италия.
- 1912 г. – Във Великобритания са създадени Кралски Въздушни корпуси (Royal Flying Corps/RFC).
- 1913 г. – Открита е сградата на Централната минерална баня в София, построена по проект на архитектите Фридрих Грюнангер и Петко Момчилов.
- 1917 г. – Три селски деца виждат обявлението на Света Дева Мария край Фатима (Португалия).
- 1922 г. – Със закон Столичната община е разделена на 6 района.
- 1932 г. – Създадена е Военната академия за механизация и моторизация в Москва.
- 1933 г. – Създадена е нацистка политическа партия Национално единение в Норвегия.
- 1939 г. – В Блумфилд (Кънектикът) започва емисии първото обществено УКВ-радио.
- 1940 г. – Втората световна война: Започва нашествие на Германия на територията на Франция.
- 1943 г. – Втората световна война: Германските и италианските войски в Северна Африка се предават на силите на Антихитлеристката коалиция.
- 1946 г. – Създаден е Московският институт по топлотехника.
- 1947 г. – Основан е бразилският футболен клуб от град Крисиума, щат Санта Катарина Крисиума Ешпорте Клубе.
- 1950 г. – Създаването на Формула 1. Голямата награда на Великобритания.
- 1952 г. – Проведено е първото заседание на горната камара на парламента на Индия Раджа Сабха.
- 1958 г. – Група френски офицери извършват преврат в Алжир и поставят условие да бъде сформирано национално правителство под ръководство на Шарл дьо Гол, за да се подсигури френския контрол над Алжир.
- 1967 г. – Д-р Закир Хюсеин става първият мюсюлманин – президент на Индия.
- 1981 г. – Мехмед Али Агджа извършва Атентат срещу Йоан Павел II на площад Свети Петър в Рим.
- 1991 г. – Основана е обществена телевизия в Русия – Русия 1.
- 1992 г. – Състои се премиерата на американския филм Танц по водата.
- 1995 г. – Гревенското земетресение предизвиква големи материални щети в Гревенско и Кожанско в област Западна Македония, Гърция, но не взима човешки жертви.
- 2000 г. – Създадени са с указ на президента на РФ Сибирски федерален окръг, Уралски федерален окръг, Централен федерален окръг и Южен федерален окръг.
- 2000 г. – Състои се премиерата на приключенската комедия О, братко, къде си?на братя Коен.
- 2000 г. – Основан е руският волейболен клуб в град Казан, Татарстан ВК Зенит.
- 2001 г. – Основан е Солунският еврейски музей.
- 2006 г. – Основана е политическата партия Гвардия в България.
- 2007 г. – Започва строителството на моста между Видин в България и Калафат в Румъния.
- 2007 г. – Официално е открит бюст паметник на майор Томпсън пред сградата на кметството на село Томпсън.
- 2010 г. – Димитър Бербатов се отказва от националния отбор по футбол.
- 2011 г. – Състои се световната премиера на американския филм Шаферки.

## Родени
- 1220 г. – Александър Невски, руски княз, светец († 1263 г.)
- 1655 г. – Инокентий XIII, римски папа († 1724 г.)
- 1717 г. – Мария Тереза, австрийски монарх († 1780 г.)
- 1753 г. – Лазар Карно, френски математик, инженер, политик и държавник († 1823 г.)
- 1764 г. – Лоран Сен Сир, френски маршал († 1830 г.)
- 1792 г. – Пий IX, римски папа († 1878 г.)
- 1795 г. – Павел Шафарик, чешки славист и етнолог († 1861 г.)
- 1832 г. – Юрис Алунан, латвийски поет и общественик (†)
- 1840 г. – Алфонс Доде, френски писател († 1897 г.)
- 1844 г. – Цанко Дюстабанов, български революционер († 1876 г.)
- 1857 г. – Роналд Рос, шотландски лекар, Нобелов лауреат през 1902 г. († 1932 г.)
- 1858 г. – Димитър Бръзицов, български книжовник и преводач († 1931 г.)
- 1882 г. – Жорж Брак, френски художник († 1963 г.)
- 1883 г. – Хенк Снейвлит, нидерлански политик († 1942 г.)
- 1907 г. – Дафни дю Морие, британска писателка († 1989 г.)
- 1912 г. – Варкони Золтан, унгарски актьор и режисьор († 1979 г.)
- 1914 г. – Джо Луис, американски боксьор († 1981 г.)
- 1918 г. – Валентина Топузова, българска преводачка († 2008 г.)
- 1924 г. – Емил Павлов, български композитор († 1992 г.)
- 1928 г. – Едуар Молинаро, френски режисьор († 2013 г.)
- 1930 г. – Иван Калчинов, български композитор на естрадни песни
- 1934 г. – Адолф Мушг, швейцарски писател
- 1935 г. – Ян Саудек, чешки фотограф
- 1937 г. – Роджър Зелазни, американски писател († 1995 г.)
- 1939 г. – Харви Кайтел, американски актьор
- 1941 г. – Ричи Валънс, американски поп-певец († 1959 г.)
- 1945 г. – Сам Андерсън, американски актьор
- 1948 г. – Желязко Христов, български синдикалист († 2010 г.)
- 1949 г. – Катя Филипова, българска поп-певица († 2012 г.)
- 1950 г. – Красимир Стоянов, български политик
- 1950 г. – Стиви Уондър, американски певец
- 1953 г. – Асен Гагаузов, български политик
- 1956 г. – Александър Калери, руски космонавт
- 1956 г. – Валентин Панбукчиян, български шахматист
- 1957 г. – Коджи Сузуки, японски писател
- 1961 г. – Денис Родман, американски баскетболист, актьор и ексцентрик
- 1964 г. – Стивън Колбърт, американски актьор и писател
- 1965 г. – Маргарит Абаджиев, български писател и сценарист
- 1966 г. – Камен Воденичаров, български актьор и шоу-продуцент
- 1974 г. – Наташа Джорджевич, сръбска певица
- 1977 г. – Кати, българска попфолк певица
- 1978 г. – Карл Филип, шведски принц
- 1979 г. – Мики Мейдън, американски музикант
- 1981 г. – Съни Леони, канадско-американска порноактриса и модел
- 1983 г. – Грегори Льомаршал, френски певец († 2007 г.)
- 1983 г. – Маркос Чарас, аржентински футболист
- 1986 г. – Александър Рибак, беларуски цигулар
- 1986 г. – Робърт Патинсън, британски актьор
- 1987 г. – Кандис Акола, американска актриса
- 1993 г. – Деби Райън, американска актриса

## Починали
- 1162 г. – Геза II, крал на Унгария (* ?)
- 1832 г. – Жорж Кювие, френски биолог (* 1769 г.)
- 1876 г. – Стоил войвода, българския революционер (* 1841 г./1842)
- 1903 г. – Аполинарио Мабини, филипински идеолог (* 1864 г.)
- 1913 г. – Марин Поплуканов, български революционер и политик (* 1845 г.)
- 1916 г. – Шолом Алейхем, украински еврейски писател (* 1859 г.)
- 1930 г. – Фритьоф Нансен, норвежки изследовател и политик, Нобелов лауреат през 1922 г. (* 1861 г.)
- 1933 г. – Петко Клисуров, български художник (* 1865 г.)
- 1938 г. – Шарл Едуар Гийом, френски физик, Нобелов лауреат през 1920 г. (* 1861 г.)
- 1943 г. – Йон Ритмайстер, немски лекар (* 1898 г.)
- 1951 г. – Спиридон Казанджиев, български психолог и философ (* 1882 г.)
- 1961 г. – Гари Купър, американски актьор (* 1901 г.)
- 1971 г. – Лаура Вирджиния О'Ханлън Дъглас, статията Дали Дядо Коледа съществува се публикува във вестник Сън (* 1889 г.)
- 1980 г. – Георги Георгиев, български ветроходец (* 1930 г.)
- 2008 г. – Саад I ал-Абдула ал-Салем ал-Сабах, емир на Кувейт (* 1930 г.)
- 2012 г. – Катя Филипова, българска естрадна певица (* 1949 г.)
- 2022 г. – Халифа ибн Зайед ал-Нахаян, втори президент на ОАЕ (* 1948 г.)

## Празници
- Бразилия – Годишнина от отменянето на робството в Бразилия
- Колумбия – Ден на света Мария
- Католическа църква – Дева Мария от Фатима
- Православна църква – Св. мъченица Гликерия Хераклийска и св. мъченик Лаодикий